# Mazikeen
Mazikeen est un personnage qui apparaît dans une bande dessinée américaine publiée par DC Comics. Elle fait partie des lilim et c'est une enfant de Lilith. Elle est apparue pour la première fois dans The Sandman (vol. 2) #22 (décembre 1990), et a été créée par Neil Gaiman et Kelley Jones. Son nom vient du terme « Mazzikin ». D'après une légende juive, ce terme représenterait les démons invisibles qui peuvent créer des désagréments mineurs ou des dangers plus importants.
Mazikeen apparaît dans la série télévisée Lucifer, jouée par Lesley-Ann Brandt, ainsi que dans la série télévisée Sandman, où elle est interprétée par Cassie Clare.

## Biographie du personnage de fiction
Dans la série de bandes dessinées Lucifer, Mazikeen est une alliée dévouée et amante de Lucifer Morningstar. Elle est également la chef de guerre des lilim, une race de guerriers exilés descendants de Lilith. Grande guerrière et meneuse admirée, Mazikeen est un personnage important de la bande dessinée Lucifer. Elle a l'apparence d'une femme humaine avec de longs cheveux noirs bleutés et elle apparaît pour la première fois dans The Sandman, où elle est la servante de Lucifer lorsqu'il règne en enfer. À l'époque, la moitié de son visage est normale mais l'autre moitié est horriblement difforme et squelettique (ce qui n'est pas sans rappeler l'apparence de la déesse à moitié cadavre « Hel/Hell/Hela », de la mythologie nordique), ce qui rend son discours presque inintelligible (Gaiman a écrit le dialogue de Mazikeen en essayant de parler en se servant seulement de la moitié de sa bouche et en écrivant phonétiquement ce qui en sortait).
Lorsque Lucifer démissionne, Mazikeen quitte l'Enfer et finit par suivre son maître (même lorsqu'il lui demande d'arrêter de le suivre). Elle devient membre du personnel du Lux (lumière en latin), un bar d'élite ouvert par Lucifer à Los Angeles, où il joue du piano. Pour dissimuler sa nature démoniaque, Mazikeen couvre la partie déformée de son visage avec un masque d'argent et parle très peu. Dans la série Lucifer, le visage de Mazikeen devient pleinement humain lorsqu'elle est ressuscitée par les Basanos après la destruction du Lux lors d'un incendie. C'est la raison pour laquelle l'héritier des Basanos, Jill Presto, ne s'est pas rendu compte que le visage de Mazikeen est déformé à l'origine et il suppose qu'il a été brûlé par un incendie.
Lorsque Lucifer refuse de l'aider à restaurer son ancien visage, elle se rallie à sa famille, les lilim en exil. En tant que chef de guerre, elle mène son armée contre le cosmos de Lucifer et s'allie pour une courte durée avec les Basanos. Cependant, il s'agit d'une ruse : après un pari très risqué, elle donne à Lucifer suffisamment de temps pour détruire les Basanos et reprendre le contrôle de sa création. Même pendant sa défection, elle est montrée en train de pleurer seule dans sa tente de chef de guerre et elle est à plusieurs reprises considérée comme une défenseure acharnée de Lucifer et ses objectifs.
Avec son nouveau visage, elle souhaite d'abord que Lucifer supprime le sortilège jeté par le vœu de Presto. Après avoir dit que cela lui demanderait beaucoup d'efforts et de temps, elle se résigne et commence à porter le demi-masque qu'elle avait autrefois. Depuis, elle le porte par intermittence, généralement lors d'une bataille ou d'une mission de Lucifer, comme pendant son voyage vers les Demeures du Silence.
Le numéro 72 de Lucifer a vu un changement spectaculaire concernant le personnage de Mazikeen. Lucifer, alors qu'il se prépare à quitter la création de Yahvé pour toujours, transfère une part de son pouvoir à Mazikeen. Cette part de pouvoir est la même que celle donnée à Lucifer à ses débuts par Yahvé. Cependant, cela met Mazikeen en colère qui voit dans ce geste une fuite de Lucifer devant toutes ses responsabilités. Elle s'en prend à Lucifer avec ses dagues, le blessant au visage avant de le quitter. Elle lui dit qu'il peut guérir son visage s'il le souhaite, mais que cela fera de lui un lâche.
Mazikeen et sa mère Lilith ne s'entendaient pas, à tel point que Lilith a fini par essayé de la tuer. Il est important de noter que Mazikeen n'a pas pris part aux actions survenues pendant la bataille d'Armageddon qui ont conduit à la mort de sa mère. Dans la dernière partie de la série, Mazikeen a une relation intime avec une humaine nommée Beatrice (une ancienne employée du Lux), qui a admis être tombée amoureuse d'elle depuis des années. Finalement, Beatrice est rejetée dans le désert sous les ordres de Lilith mais elle est ensuite sauvée par Elaine. Dans le numéro 74, Elaine offre à ses amis une fin aussi heureuse que possible. En ce qui concerne Mazikeen, Elaine répond  « Je n'oserais pas » en réponse à la question de savoir si elle avait l'intention d'offrir une fin heureuse à Mazikeen. Elle ajoute ensuite que Béatrice travaille au bar où elles se trouvaient auparavant.
Au cours de la série Lucifer, quelques éléments du passé de Mazikeen sont révélés. Dans le numéro 14 de la série, on apprend que Lilith a donné naissance à ses enfants, parmi lesquels se trouvait probablement Mazikeen, alors qu'elle vivait sur les rives de la mer Rouge. Le père de Mazikeen est identifié comme étant le démon serpent Ophur, un fait qui a permis à Mazikeen de boire et de régurgiter du venin (le seul pouvoir qu'elle possède). L'unique récit de « Lilith », paraît dans le numéro 50 de la série, illustrant l'enfance de Mazikeen avec sa mère au bord de la mer Rouge. À cette époque, Mazikeen apparait comme une enfant humaine normale, qui défend farouchement sa mère et qui fait preuve d'une certaine cruauté. Un flashback apparait dans le numéro 75 montrant que Mazikeen est devenue la servante de Lucifer lorsqu'elle vient chercher asile pour une raison inconnue. À ce moment-là, son visage est déformé de la manière décrite dans The Sandman.
Comme le révèle la nouvelle série originale, Lucifer quitte cette création dans le numéro 75 et Mazikeen va prendre le pouvoir en tant que souveraine de l'Enfer. Ses frères, les lilim, lui ont alors cloué les mains sur le trône pour la retenir prisonnière. Elle se libère des clous en demandant à l'archange déchu Gabriel de lui couper les mains après lui avoir juré fidélité et elle se recolle les mains pour se battre en duel avec Lucifer et le fils d'Izanami, Takehiko, pour prendre le contrôle de l'Enfer. Elle retourne ensuite auprès de Lucifer Morningstar et le suit à nouveau, complotant pour tuer le Nouveau Dieu, qui a été ressuscité en tant que divinité maléfique.

## Adaptations télévisées

### Lucifer
Mazikeen apparaît dans la série télévisée Lucifer de Fox / Netflix, joué par Lesley-Ann Brandt .
Mazikeen, souvent surnommée « Maze », est la confidente et l'alliée dévouée de Lucifer Morningstar. « Forgée dans les entrailles de l'Enfer pour torturer les coupables pour l'éternité », Maze est un archidémon qui, après avoir été son propre tortionnaire depuis des siècles, a accompagné Lucifer « à travers les portes de l'Enfer », jusqu'à la Terre (cinq ans avant le déroulement de la série), où sa première action consiste, sur ordre de Lucifer, à lui couper ses ailes d'ange avec ses deux couteaux Karambit « forgés en enfer ».
Au début de la série, Maze est la barmaid en chef du club de Lucifer, le Lux, ainsi que son garde du corps personnel, sa concierge et son adjuvant. Elle entretient des relations avec Amenadiel, le frère ange de Lucifer. Elle renonce même à retourner en enfer pour le sauver.
Dans la saison 2, Maze, incapable de retourner en enfer, commence à se chercher une nouvelle voie sur Terre. Elle devient ensuite une chasseuse de primes, une voie dans laquelle elle s'épanouit. Maze s'installe également chez le détective Chloé Decker et sa fille, Trixie, avec qui elle s'entend étonnamment bien. De plus, cette saison met à l'épreuve la relation de Maze et le Dr Linda Martin, sa thérapeute devenue sa meilleure amie, qui découvre son secret.
Dans la saison 3, Maze est devenue émotionnellement plus humaine, tout en conservant son sens de l'humour démoniaque et sa fascination pour les armes.
Mazikeen est décrit comme étant pansexuelle,.
Dans la saison 5B, Lucifer promet à Mazikeen de faire d'elle la reine de l'enfer après qu'il soit devenu Dieu et que son père se soit retiré.

### Sandman
Mazikeen apparait dans la série Netflix Sandman, où elle est interprétée par l'actrice Cassie Clare.